# 浮动声调
浮动声调是語素中的元素，不包含辅音和元音，仅包含音调。它無法单独发音，但会影响相邻语素的音调。  
例如在班巴拉语中，有两个音调：高音和低音。在这种语言中，定冠词为一低浮动声调（floating low tone）；定冠词与一个孤立的名词连用时，这个低浮动声调与前面的元音相连，将高音变为降调（falling tone）：[bá]泛指所有的河； [bâ]則是指某條特定的河。当低浮动声调出现在两个高音之间时，它会将以下音调降低：
- [bá tɛ́]：它不是一条河
- [bá tɛ̄]或[bá ꜜ tɛ́]：它不是这（那）条河

与词缀之类的音段语素相关联的浮动声调同样常见。例如，在尼日利亚的埃多德語中，主要的否定语素与现在时语素只通过声调区分；现在时语素 (á-) 本身为高音，而过去时的否定语素 (´a-) 将该语素之前的音节上变为高音：
- oh á-nga 他在攀爬
- oh a-nga 他没有在攀爬

历史上，浮动声调源自語音同化或輔音弱化 到仅保留其音调的语素。 